# Quận Effingham, Georgia
Quận Effingham là một quận trong tiểu bang Georgia, Hoa Kỳ. Quận lỵ đóng ở thành phố Springfield 6. Theo điều tra dân số năm 2000 của Cục điều tra dân số Hoa Kỳ, quận có dân số 37.535 người 2. Năm 2007, ước tính dân số quận này là 52.060 người.

## Thông tin nhân khẩu
Theo điều tra dân 2 năm 2000, quận này đã có dân số 37.535 người, 13.151 hộ, và 10.494 gia đình sống trong quận. Mật độ dân số là 78 người cho mỗi dặm vuông (30/km ²). Có 14.169 đơn vị nhà ở với mật độ trung bình là 30 cho mỗi dặm vuông (11/km ²). Cơ cấu chủng tộc của dân cư sinh sống trong quận gồm 84,66% người da trắng, 12,99% da đen hay Mỹ gốc Phi, 0,32% người Mỹ bản xứ, 0,45% người châu Á, 0,02% người đảo Thái Bình Dương, 0,52% từ các chủng tộc khác, và 1,04% từ hai hoặc nhiều chủng tộc. 1,41% dân số là người Hispanic hay Latino thuộc chủng tộc nào.
Có 13.151 hộ, trong đó 43,00% có trẻ em dưới 18 tuổi sống chung với họ, 64,30% là các cặp vợ chồng sống với nhau, 11,10% có chủ hộ là nữ không có mặt chồng, và 20,20% là không lập gia đình. 16,90% của tất cả các hộ gia đình đã được tạo thành từ các cá nhân và 6,00% có người sống một mình 65 tuổi trở lên. Bình quân mỗi hộ là 2,84 và cỡ gia đình trung bình là 3,18.
Trong quận có dân số là trải ra với 29,90% ở độ tuổi dưới 18, 8,20% 18-24, 32,10% 25-44, 21,70% 45-64, và 8,00% 65 tuổi trở lên. Tuổi trung bình là 34 năm. Cứ mỗi 100 nữ có 98,70 nam giới. Cứ mỗi 100 nữ 18 tuổi trở lên, đã có 96,20 nam giới.
Thu nhập trung bình cho một hộ gia đình trong quận đã được 46.505 Mỹ kim, và thu nhập trung bình cho một gia đình là 50.351 đô la Mỹ. Nam giới có thu nhập trung bình 39.238 USD so với 23.814 $ cho phái nữ. Thu nhập trên đầu người của dân cư quận đạt 18.873 đô la Mỹ. Giới 7,10% gia đình và 9,30% dân số sống dưới mức nghèo khổ, trong đó có 10,80% những người dưới 18 tuổi và 12,60% có độ tuổi từ 65 trở lên.